# Бовецо
Бовѐцо (на италиански: Bovezzo, на източноломбардски: Boès, Боес) е градче и община в Северна Италия, провинция Бреша, регион Ломбардия. Разположено е на 207 m надморска височина. Населението на общината е 7530 души (към 2013 г.).